# Барнс, Мэтт (бейсболист)
Мэттью Дэвид Барнс (англ. Matthew David Barnes, 17 июня 1990, Данбери, Коннектикут) — американский бейсболист, питчер клуба Главной лиги бейсбола «Бостон Ред Сокс». Победитель Мировой серии 2018 года.

## Биография

### Ранние годы и начало карьеры
Мэтт Барнс родился 17 июня 1990 года в Данбери. Он учился в старшей школе в Бетеле, играл за её команды по бейсболу и баскетболу. После её окончания Барнс поступил в Коннектикутский университет, изучал политологию. Весной 2009 года он дебютировал в турнире NCAA, сыграв в тринадцати матчах, в том числе в семи в роли стартового питчера. За сезон он одержал пять побед при трёх поражениях с пропускаемостью 5,43. В 2010 году Барнс выиграл восемь матчей, став лидером команды, проиграв три. Его показатель пропускаемости снизился до 3,92. Проведя на поле 82,2 иннинга в пятнадцати играх он сделал 75 страйкаутов. По итогам сезона его включили в состав сборной звёзд конференции Биг Ист. Летом 2009 и 2010 годов он играл в студенческой Лиге Кейп-Кода. В 2010 году Барнс в составе сборной США стал серебряным призёром студенческого чемпионата мира.
В сезоне 2011 года Барнс установил рекорд университета, сыграв 121 иннинг. Он выиграл одиннадцать матчей при пяти поражениях, став третьим питчером в истории команды, одержавшим не менее десяти побед в одном сезоне. Его признали Питчером года в конференции Биг Ист, Барнс был включён в символические сборные NCAA по нескольким версиям. Летом 2011 года на драфте Главной лиги бейсбола его в первом раунде под общим девятнадцатым номером выбрал клуб «Бостон Ред Сокс». Барнс стал третьим игроком в истории университета, задрафтованным в первом раунде.

### Профессиональная карьера
В командах фарм-системы «Бостона» Барнс играл с 2012 по 2014 год. Выходя на поле в роли стартового питчера он одержал 21 победу при 25 поражениях. В основной состав «Ред Сокс» он был вызван в сентябре 2014 года, дебютировав в Главной лиге бейсбола в игре против «Балтимор Ориолс».
По ходу сезона 2015 года Барнс играл в AAA-лиге за «Потакет Ред Сокс», а также провёл 32 игры в составе «Бостона», в том числе две в роли стартового питчера. В регулярном чемпионате он одержал три победы при четырёх поражениях с пропускаемостью 5,44. После окончания сезона в интервью Барнс заявил, что тренерский штаб планирует задействовать его как сетап-реливера. Сезон 2016 года стал для него первым, полностью проведённым в качестве питчера буллпена. Он сыграл 66,2 иннингов с пропускаемостью 4,05 и сделал 71 страйкаут.
В апреле 2017 года Барнс был удалён с поля в матче против «Балтимора», после того как умышленно несколько раз бросил мяч в отбивающего Мэнни Мачадо. Днём ранее игрок «Ориолс» нанёс травму второму базовому «Ред Сокс» Дастину Педройе. Позднее Барнс был оштрафован и получил четырёхматчевую дисквалификацию. Всего в 2017 году он сыграл в 70 матчах чемпионата с пропускаемостью 3,88, выиграв семь матчей и проиграв три. Во второй части чемпионата Барнс играл неудачно и не попал в состав «Ред Сокс» на игры плей-офф. По итогам регулярного чемпионата 2018 года его показатель ERA снизился до 3,65, в среднем за девять иннингов он делал четырнадцать страйкаутов. В играх плей-офф, завершившегося победой команды в Мировой серии, Барнс был одним из самых полезных реливеров «Бостона», сыграв 8,2 иннингов с одним пропущенным раном.
В 2019 году Барнс провёл сезон с пропускаемостью 3,78, сыграв 64,1 иннинга. При этом к началу июня его показатель ERA составлял 1,99. Снижение эффективности во второй части регулярного чемпионата связывали с повышенной нагрузкой на питчера, сыгравшего в почти половине матчей в первые два месяца сезона. При этом по ряду статистических показателей он входил в число десяти лучших питчеров лиги. В сокращённом сезоне 2020 года Барнс сыграл в 25 матчах с пропускаемостью 3,96. В августе после обмена Брэндона Уоркмана он занял место клоузера команды. В декабре 2020 года, избежав арбитражных слушаний, он подписал с «Ред Сокс» новый однолетний контракт на сумму 4,5 млн долларов.